# Tramwaje w Mendrisio
Tramwaje w Mendrisio – zlikwidowany system komunikacji tramwajowej w szwajcarskich miastach Mendrisio, Chiasso i Riva San Vitale, istniejący w latach 1910–1950.

## Historia
Linię tramwajową o długości 11,9 km łączącą Riva San Vitale z Chiasso przez Mendrisio oddano do eksploatacji 9 maja 1910. W latach międzywojennych planowano wydłużyć linię z przygranicznej miejscowości Chiasso do Como leżącej we Włoszech. W czasie eksploatacji linii nie przewożono towarów poza pocztą. Z powodu złych wyników finansowych, rosnącego ruchu samochodów i niskiej prędkości tramwajów rozpoczęto rozmowy w sprawie zastąpienia tramwajów innym środkiem transportu. 25 kwietnia 1947 zapadła decyzja o likwidacji linii Riva San Vitale – Mendrisio, którą zamknięto 5 września 1948. Ostatni fragment linii z Mendrisio do Chiasso zamknięto 31 grudnia 1950. Cała linia została zastąpiona liniami autobusowymi. Spółka, która zarządzała tramwajami Tram Elettrichi Mendrisiensi (TEM), zmieniła swoją nazwę 1 stycznia 1954 na SA Autolinee Mendrisiensi.

## Linia
W Mendrisio działała jedna linia tramwajowa:
- Riva San Vitale – Mendrisio – Chiasso

## Tabor
Do obsługi linii posiadano 7 wagonów silnikowych, 2 doczepne i jeden towarowy.
Dane techniczne taboru:
| Typ    | Rok produkcji | Liczba egzemplarzy/numery | Długość | Waga   | Uwagi                        |
| ------ | ------------- | ------------------------- | ------- | ------ | ---------------------------- |
| Ce 2/2 | 1910          | 7/1−7                     | 8,6 m   | 11 ton | wagony silnikowe             |
| C      | 1910          | 2/11, 12                  | 8,6 m   | 5 ton  | wagony doczepne              |
| X      | 1911          | 1/101                     | 5,9 m   | 5 ton  | wagon towarowy (opryskiwacz) |